# Свети Андрей Русулски
Вижте пояснителната страница за други значения на Свети Андрей.
„Свети Андрей Русулски“ или Елеуски (на гръцки: Αγίου Ανδρέα του Ρουσούλη или Ελεούσας) е средновековна православна църква в град Костур (Кастория), Егейска Македония, Гърция. Храмът е част от Костурската епархия.

## Местоположение
Църквата е разположена близо до енорийския храм „Свети Георги Елеуски“. Традиционно принадлежи към старата енория „Света Богородица Елеуса“.

## История
Църквата датира от втората половина на XIV век или от началото на XV век, откогато датират и стенописите.

## Архитектура
Според архитектурния план църквата е малка еднокорабна каменна базилика с дървен покрив и нартекс. По-късно, при някой ремонт, на северната страна е добавен екзонартекс и е променена формата, като е запазен само наосът. Първоначалният вход е от юг, като следи от него се виждат още.

## Стенописи
В църквата са запазени стенописи от XV век. Стенописите са развити в три зони, като голямата част от тях е запазена на северната стена. В горната зона са Христовите празници - Разпятие, Камък, Слизане в Ада и други. Под тях са светци в медальони, а в най-долната зона са светци в цял ръст - Свети Теодор Тирон и Теодор Стартилат, Свети Димитър, Великият дук, Свети Георги Победоносец, Свети Йоан Богослов, Христос, Свети Йоан Предтеча и в олтара Свети Григорий Чудотворец. На южната стена, където стенописите са пострадали значително, са изобразени в долната зона Свети Ахилий, Свети Андрей, Свети Николай. В горната зона са Рождество, Сретение и Кръщение.
Стенописите в нея са от представители на Костурската художествена школа и датират в 1441/1442 година. Някои от тези фрески са запазени, като най-важните се намират на южната стена – Света Богородица седнала и до нея Апостол Андрей. В 1990 година храмът е обявен за паметник на културата.
- Стенописи
- Стенопис със Свети Димитър и Свети Георги
- Стенопис на Богородица
- Слизане в Ада
- Свети Димитър